# Flintarp
Flintarp är en by i Laholms kommun, Hallands län. Byn är belägen nära Hasslöv nedanför Hallandsåsen. I byn finns en större mängd bronsåldershögar och andra fornminnen.